# Rue Voltaire (Lyon)
Pour les articles homonymes, voir Rue Voltaire.
La rue Voltaire est une voie située dans le 3e arrondissement de Lyon, en France.

## Situation
La voie débute rue Servient et aboutit rue des Rancy. Elle est orientée nord-sud.

## Origine du nom
Elle porte le nom de François-Marie Arouet dit Voltaire (1694 - 1778), écrivain et philosophe français. 

## Histoire
La rue date du milieu du XIXe siècle, époque de l'expansion du bourg de la Guillotière. Elle est attestée en 1853. Jusqu'à la réalisation du Tribunal judiciaire de Lyon (inauguré en 1995), elle débutait rue Bonnel.